# Бокерон (Кабо Рохо, Порторико)
Бокерон (шп. Boquerón, Cabo Rojo) приморско је село у општини Кабо Рохо у америчкој острвској територији Порторико, острвској држави Кариба.

## Демографија
По попису из 2010. године број становника је 2.023, што је 6 (0,3%) становника више него 2000. године.
| Група             | 2000.         | 2010.         |
| Белци             | 34 (1,7%)     | 49 (2,4%)     |
| Афроамериканци    | 36 (1,8%)     | 77 (3,8%)     |
| Азијати           | 0 (0,0%)      | 2 (0,1%)      |
| Хиспаноамериканци | 1.980 (98,2%) | 1.974 (97,6%) |
| Укупно            | 2.017         | 2.023         |